# Eleccions legislatives hongareses de 2018
Les eleccions legislatives hongareses de 2018 es van celebrar el 8 d'abril de 2018 per renovar els 199 escons de l'Assemblea Nacional d'Hongria, el parlament monocameral d'Hongria. Van ser les vuitenes eleccions des de la caiguda del comunisme i les segones des que va entrar en vigor la nova constitució Constitució l'any 2012.
Els resultats van revalidar la majoria absoluta de Viktor Orbán, després d'haver centrat la campanya electoral en la immigració. El segon partit en nombre de vots i escons va ser el partit ultradretà Jobbik. Els resultats de les eleccions van ser vistos a Europa com una victòria del populisme d'ultradreta.

## Sistema electoral
Els 199 diputats de l'Assemblea Nacional s'escollien mitjançant dos mètodes diferents:
- 106 escons s'escollien en circumscripcions uninominals per sistema majoritari a una volta.
- 93 escons s'escollien en una circumscripció nacional mitjançant representació proporcional, amb una barrera electoral del 5% per als partits, del 10% per a les coalicions de 2 partits i del 15% per a les coalicions de 3 partits o més. L'assignació dels escons es va realitzar mitjançant la regla D'Hondt.

Des de l'any 2014, les minories alemanyes, armènies, búlgares, croates, eslovaques, eslovenes, gregues, poloneses, romaní, romaneses, russes, serbes i ucraïneses poden guanyar un els escons de la representació proporcional si presenten una candidatura que obtingui un 0,2688% dels vots.

## Resultats
|                                  |                                             |                         |                         |                         |                        |                        |                        |        |       |
| Partit                           | Partit                                      | Circumscripció nacional | Circumscripció nacional | Circumscripció nacional | Districtes uninominals | Districtes uninominals | Districtes uninominals | Total  | Total |
| Partit                           | Partit                                      | Vots                    | %                       | Escons                  | Vots                   | %                      | Escons                 | Escons | ±     |
|                                  | Fidesz-Unió Cívica – KDNP                   | 2.824.206               | 49,27                   | 42                      | 2.636.203              | 47,89                  | 91                     | 133    | ±0    |
|                                  | Moviment per a una Hongria Millor (Jobbik)  | 1.092.669               | 19,06                   | 25                      | 1.276.842              | 23,20                  | 1                      | 26     | +3    |
|                                  | Partit Socialista – Diàleg                  | 682.602                 | 11,91                   | 12                      | 622.458                | 11,22                  | 8                      | 20     | –10   |
|                                  | La Política Pot Ser Diferent                | 404.425                 | 7,06                    | 7                       | 312.731                | 5,64                   | 1                      | 8      | +3    |
|                                  | Coalició Democràtica                        | 308.068                 | 5,37                    | 6                       | 348.178                | 6,28                   | 3                      | 9      | +5    |
|                                  | Moviment Momentum                           | 175.225                 | 3,06                    | 0                       | 75.035                 | 1,35                   | 0                      | 0      | Nou   |
|                                  | Partit Gos de Dues Cues Hongarès            | 99.410                  | 1,73                    | 0                       | 39.763                 | 0,72                   | 0                      | 0      | Nou   |
|                                  | Junts – Partit per una Nova Era             | 37.561                  | 0,66                    | 0                       | 58.591                 | 1,06                   | 1                      | 1      | –2    |
|                                  | Autogovern Nacional dels Alemanys a Hongria | 26.477                  | 0,46                    | 1                       |                        |                        |                        | 1      | +1    |
|                                  | Partit dels Treballadors Hongarès           | 15.640                  | 0,27                    | 0                       | 13.613                 | 0.25                   | 0                      | 0      | ±0    |
|                                  | Partit de la Família                        | 10.640                  | 0,19                    | 0                       | 9.839                  | 0,18                   | 0                      | 0      | ±0    |
|                                  | Partit de la Vida i la Justícia Hongaresa   | 8.713                   | 0,15                    | 0                       | 6.897                  | 0,12                   | 0                      | 0      | ±0    |
|                                  | Partit per una Hongria Apta i Saludable     | 7.309                   | 0.13                    | 0                       | 5.525                  | 0.10                   | 0                      | 0      | ±0    |
|                                  | Autogovern Nacional dels Gitanos            | 5.703                   | 0,10                    | 0                       |                        |                        |                        | 0      | ±0    |
|                                  | Altres partits (menys del 0.1%)             | 33.173                  | 0,58                    | 0                       | 43.256                 | 0,78                   | 0                      | 0      | –1    |
|                                  | Independents                                |                         |                         |                         | 55.612                 | 1,00                   | 1                      | 1      | +1    |
|                                  |                                             |                         |                         |                         |                        |                        |                        |        |       |
| Total                            | Total                                       | 5.731.821               | 100,00                  | 93                      | 5.504.543              | 100,00                 | 106                    | 199    |       |
|                                  |                                             |                         |                         |                         |                        |                        |                        |        |       |
| Vots vàlids                      | Vots vàlids                                 | 5.731.821               | 98,97                   |                         |                        |                        |                        |        |       |
| Vots nuls / en blanc             | Vots nuls / en blanc                        | 59.611                  | 1,03                    |                         |                        |                        |                        |        |       |
| Cens / Participació              | Cens / Participació                         | 8.312.173               | 69,73                   |                         |                        |                        |                        |        |       |
| Font: Oficina Electoral Nacional |                                             |                         |                         |                         |                        |                        |                        |        |       |